# Пуцоланена реакция
Пуцоланена реакция е химична реакция възникваща в хидравличния цимент, смес от гасена вар (калциев хидроксид) с аморфни силициеви компоненти (пуцолан или поцолана, фина вулканична пепел, богата на обсидиан, вулканично стъкло, съдържащо се в лавата) и образуващо водонеразтворими калциево-силициеви хидрати. Това е основната реакция при римския бетон, изобретен в Древен Рим и използван при строежите като например Пантеона.
В основата на пуцоланената реакция стои, проста, киселинно базирана реакция между калциев хидроксид, известен също като Портландит, или (Ca(OH)2), и силициева киселина (H4SiO4). Тази реакция може да бъде представена така:
Ca(OH)2 + H4SiO4 → Ca2+ + H2SiO42- + 2 H2O → CaH2SiO4 • 2 H2O
или сумарно в съкратения вариант на циментните химици:
CH + SH → CSH
Полученото вещество с обща формула (CaH2SiO4 · 2 H2O) е калциево-силициев хидрат, съкратено CSH в нотацията на циментните химици. Отношението Ca/Si, или C/S, и броя на водните молекули може да се променя и горепосочената стехиометрия може да е различна.